# Alaiye
Alaiye (علائیه‎) è il nome selgiuchide e medievale di Alanya (sulla costa meridionale della Turchia. Si riferisce alla città-stato in un periodo specifico nel quale il beilicato si sviluppò intorno, in vari periodi sotto la dinastia karamanide. Dopo la battaglia di Köse Dağ del 1242, i selgiuchidi persero il controllo della città, che divenne semi-autonoma.

## Occupazioni
Prima dell'influenza della dinastia karamanide, Enrico II di Cipro fece un tentativo infruttuoso di invadere la città nel 1291. L'influenza dei Karamanidi iniziò quindi nel 1293, con la conquista del beilicato da parte di Majd ad-Din Mahmud (in turco Mecdüddin Mahmud). Nel 1427, il sultano mamelucco Al-Ashraf Sayf Addin Barsbay conquistò il beilicato dal sultano karamanide Damad II İbrahim Bey in cambio di 5.000 monete d'oro. Nel 1366, non ebbe successo il tentativo di occupare il beilicato da parte di Pietro I di Cipro.

## Governo
Il beilicato esisteva come principato indipendente in varie forme dal 1293 al 1471. Il secondo governo di Kayqubad III era centrato nel città-stato. La vittoria del generale ottomano Gedik Ahmed Pasha contro Kasim Bey e contro i karamanidi avvenne anche ad Alaiye. Durante questo periodo non esisteva nessuno stato importante in Anatolia, in seguito alla sconfitta del sultanato selgiuchide di Rûm da parte dell'Impero mongolo nella battaglia di Köse Dag.
Ha seguito di piccole incursioni cristiane nella regione nel 1371, Badr ad-Din Mahmud Bey, un emiro dei karamanidi, costruì nella città una moschea e una medrese nel 1373-1374.

## Elenco dei governatori
- Mecdüddin Mahmud (1293-?)
- Yusuf (1330-1337)
- Şemseddin Mehmed (1337-1352)
- Hüsameddin Mahmud
- Savcı Bey (- 1423)
- Karaman Bey
- Lütfi (- 1455)
- Kılıç Arslan (1455-1471)